# Bernhard Emanuel von Lenzburg
Bernhard Emanuel von Lenzburg SOCist (* 29. November 1723 in Freiburg; † 14. September 1795 ebenda) war Abt des Klosters Hauterive und Fürstbischof von Lausanne.

## Leben
Bischof Lenzburg stammte aus einer in Freiburg in der Schweiz ansässigen Adelsfamilie, die den Namen Lenzburger oder von Lenzburg führte. Nach dem Studium bei den Jesuiten in Freiburg, dann im nahegelegenen Zisterzienserkloster Hauterive, legte er 1741 dort Profess ab, wurde 1762 Abt des Klosters und am 2. November 1782 von Papst Pius VI. zum Bischof von Lausanne (mit Sitz in Freiburg) ernannt.
Er war als Kenner und Erforscher der Landesgeschichte bekannt und stand mit Beat Fidel Zurlauben und Anderen in wissenschaftlichem Briefwechsel. 1786 wurde er Ehrenmitglied der Akademie von Besançon. Er hinterliess gelehrte Arbeiten in Manuskripten, die sich heute in Freiburg befinden.